# Nik Dodani
Nik Dodani, né le 19 décembre 1993, est un acteur américain. Il est principalement connu pour ses rôles dans les séries télévisées Atypical et Murphy Brown.

## Biographie
Nik Dodani est ouvertement gay.

## Filmographie

### Cinéma
- 2016 : Other People : Ron
- 2016 : Goodbye Felix Chester : Ankush
- 2016 : The Good Neighbor : Sanjay
- 2018 : Alex Strangelove : Blake
- 2018 : Dark Was The Night : Seamus
- 2019 : Escape Game : Danni Khan
- 2021 : Mark, Mary & Some Other People : Kyle
- 2021 : Escape Game 2 : Le Monde est un piège : Danni Khan (flashback)
- 2024 : Twisters de Lee Isaac Chung : Praveen
- 2025 : Un week-end en enfer : Rohan

### Télévision
- 2008 : Living with Abandon (Téléfilm) : Paku
- 2014 : The Comeback : Harry
- 2014 : Selfie : Employé de la librairie
- 2015 : Kevin from Work : Paul Garfunkle
- 2015 : The Player : Solomon Desai
- 2017-2021 : Atypical : Zahid
- 2017 : Idiotsitter
- depuis 2018 : Murphy Brown : Pat Patel
- 2018 : Angie Tribeca : CRISPIN_GLOVES0FF295
- 2020 : Trinkets : Chase
- 2021 : Luz à Osville : Gavin (voix)